# 8HevXII a

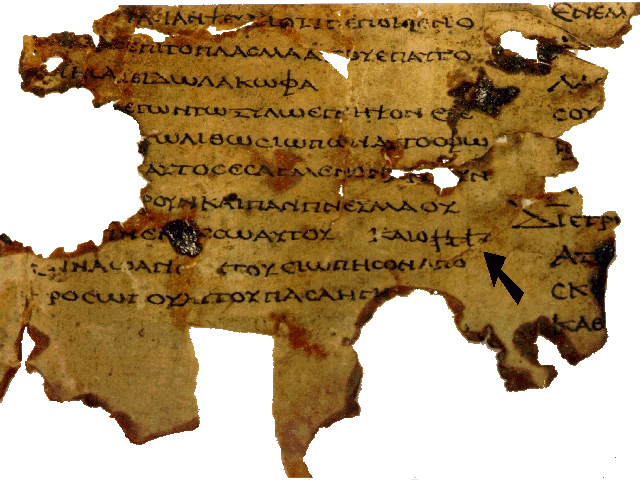
Fragment zwoju LXX^{VTS 10a} (LXX 8HevXII a)

8HevXII a pierwotnie oznaczony LXXVTS 10a – rękopis Septuaginty datowany na I wiek n.e. Jest to skórzany zwój zawierający biblijne księgi proroków mniejszych. Został znaleziony na Pustyni Judzkiej w grocie Nachal Chewer. Fragment ten jest oznaczany również numerem 943a na liście rękopisów Septuaginty według klasyfikacji Alfreda Rahlfsa.

## Charakterystyka
Zwój ten zawiera tetragram w następujących miejscach Biblii hebrajskiej: Jon 4,2; Mich 1,1.3; 4,4.5.7; 5,4 (x2); Hab 2,14.16.20; 3,9; Sof 1,3.14; 2,10; Zach 1,3 (x2).4; 3,5.6.7.
Rękopis ten został opublikowany w Supplements to Vetus Testamentum, Vol. X, w roku 1963. Pierwotne oznaczenie zwoju pochodzi od skróconej nazwy publikacji w której został on opublikowany (LXX - rękopis Septuaginty; Vetus Testamentum, Supplements tom X, zwój a czyli pierwszy).
Rękopis ten jest przechowywany w Muzeum Rockefellera w Jerozolimie (8HevXII a).